# Arthroleptella subvoce
Arthroleptella subvoce е вид жаба от семейство Pyxicephalidae. Видът е застрашен от изчезване.

## Разпространение
Разпространен е в Южна Африка (Западен Кейп).